# Andrea Arnold
Andrea Arnold, OBE (Dartford, 5 april 1961) is een Brits filmregisseuse, scenarioschrijfster en voormalig actrice.

## Biografie
Andrea Arnold werd in 1961 in Dartford, Kent geboren als oudste van vier kinderen. Haar moeder was pas 16 en haar vader 17 jaar oud en haar ouders scheidden toen ze nog jong was. Haar moeder voedde haar vier kinderen in haar eentje op, een thema dat Arnold in haar korte film Wasp aan bod kwam.
Arnold begon al op jonge leeftijd te schrijven. Op zestienjarige leeftijd verliet ze de school om actrice te worden en op 18-jarige leeftijd vertrok ze naar Londen om mee te werken aan het televisieprogramma voor kinderen, getiteld No. 73. Ze +bleef de volgende 10 jaar voor televisie werken terwijl ze zich ook nog altijd bezighield met schrijven. Omdat ze haar verhalen wilde omzetten in films, ging ze studeren aan het American Film Institute of Los Angeles. Na het einde van haar studies keerde ze terug naar Engeland, waar ze begon met het maken van kortfilms voor televisie.
In 2006 maakte ze haar eerste langspeelfilm Red Road, waarvoor ze de "BAFTA Award voor een bijzondere prestatie door een Britse regisseur, schrijver of producer in hun eerste film" ontving. De film kreeg de prijs van de jury op het filmfestival van Cannes, eveneens als haar volgende film Fish Tank in 2009.
In 2011 kreeg Arnold de onderscheiding van officier in de Orde van het Britse Rijk.

## Filmografie
- Bird (2024)
- American Honey (2016)
- Wuthering Heights (2011)
- Fish Tank (2009)
- Red Road (2006)
- Wasp (korte film, 2003)
- Dog (korte film, 2001)
- Milk (korte film, 1998)

## Prijzen en nominaties
Andrea Arnold won meer dan 50 filmprijzen waarvan de belangrijkste:
| Jaar | Prijs                   | Categorie | Film      | Uitslag  |
| ---- | ----------------------- | --- | --------- | -------- |
| 2010 | BAFTA Award             | Alexander Korda Award voor beste Britse film                                                                     | Fish Tank | Gewonnen |
| 2009 | Filmfestival van Cannes | Prijs van de jury                                                                                                | Fish Tank | Gewonnen |
| 2007 | BAFTA Award             | Carl Foreman Award voor bijzondere prestatie door een Britse regisseur, schrijver of producer in hun eerste film | Red Road  | Gewonnen |
| 2006 | Filmfestival van Cannes | Prijs van de jury                                                                                                | Red Road  | Gewonnen |
| 2005 | Academy Award           | Beste korte film Live Action                                                                                     | Wasp      | Gewonnen |